# Varelito
Manuel Varé García dit « Varelito », né à Séville (Espagne) le 29 septembre 1893, mort à Séville le 13 mai 1922, était un matador espagnol.

## Biographie
Il se présente à Madrid comme novillero le 27 juillet 1913 aux côtés de « Agujetas » et « Pastoret ». Il prend l’alternative à Madrid (Espagne) le 26 septembre 1918, avec comme parrain « Joselito » et comme témoin Domingo González Mateos « Domingo Dominguín » (qui prenait lui aussi l’alternative), face à des taureaux de la ganadería de García de la Lama.
« Varelito » était surtout renommé pour ses estocades foudroyantes : doté d’un grand sens de l’honneur, il voulait faire des estocades parfaites à tous ses taureaux. Selon ses contemporains, il était de plus sympathique et passionné par sa profession.
Le 21 avril 1922, dans les arènes de Séville, il est gravement blessé par le taureau « Bombito » de la ganadería de Guadalest. Il meurt à Séville le 13 mai suivant.